# Weg van Jou (film)
Weg van Jou is een Nederlandse romantische komediefilm uit 2017, geregisseerd door Jelle de Jonge. De film werd op 19 oktober 2017 in de bioscoop uitgebracht. Nadien is de film verschenen op streamingdiensten als Netflix, Videoland en Amazon, en uitgezonden op televisie door RTL 8.

## Verhaal
De ambitieuze, stadse Evi wordt niet van Rotterdam naar Rio de Janeiro overgeplaatst, maar zij moet naar Terneuzen. Haar vriend Lennert blijft in hun appartement in Rotterdam wonen, waar hij een b&b in gaat beginnen, met gevolgen. Evi gaat in Zeeland de bouw van een nieuwe zeesluis begeleiden, en krijgt te maken met flinke tegenstand van de lokale bevolking. Een van de actievoerders is de schipper Stijn. Evi moet erg wennen aan de grote overstap van de grote stad naar het in haar ogen achtergebleven platteland, maar uiteindelijk wordt ze verliefd op zowel Stijn als Zeeuws-Vlaanderen.

## Achtergrond
De film is gebaseerd op het concept van de Franse komedie Bienvenue chez les Ch'tis (2008), waarin een directeur van een postkantoor vanuit de Provence wordt overgeplaatst naar het verre, onherbergzame noorden. De makers van Weg van jou besloten om te kiezen voor Zeeuws-Vlaanderen, en wilden met een grote publieksfilm deze regio beter op de kaart zetten. De helft van de productiekosten is betaald door de regio zelf, via sponsoring en lokale overheden. Tevens is er middels crowdfunding een bedrag van 125.000 euro opgehaald. Een deel van de figuranten is afkomstig uit Zeeuws-Vlaanderen. De kantoorscènes werden opgenomen in het Stadhuis van Terneuzen.
In de komedie worden de stereotypen en clichés over zowel Zeeuws-Vlaanderen als randstedelingen uitvergroot.

## Ontvangst
De film kreeg circa 200.000 bioscoopbezoekers en belandde daarmee in de top 10 van best bezochte films in Nederland. 
In recensies werd de film doorgaans positief ontvangen. De komedie volgt het weinig verrassende stramien dat bij het genre hoort, maar de goede cast, de dik aangezette tegenstellingen tussen stad en platteland, en de mooie beelden van het Zeeuwse landschap werden als positieve eigenschappen genoemd. Het Parool schreef dat de film in het begin vooral Zeeland belachelijk leek te maken, maar dat het uiteindelijk de 'randstedelijke pretentie en arrogantie' was die er van langs kreeg. In het NRC werd de film omschreven als 'een liefdesbrief aan Zeeuws-Vlaanderen'.

## Rolverdeling
- Evi: Katja Herbers
- Stijn: Maarten Heijmans
- Lennart: Lykele Muus
- Frank: Peter Bolhuis
- Pleun: Leny Breederveld
- Anton: Guy Clemens
- Lowie: Nick Golterman
- Josje: Imanuelle Grives
- Hans: Bas Hoeflaak
- Marloes: Margôt Ros
- Esther: Elise Schaap
- Rob: Pepijn Schoneveld
- Veerle: Jip Smit
- Ko: Patrick Stoof
- Renate: Carly Wijs